# 10BASE2

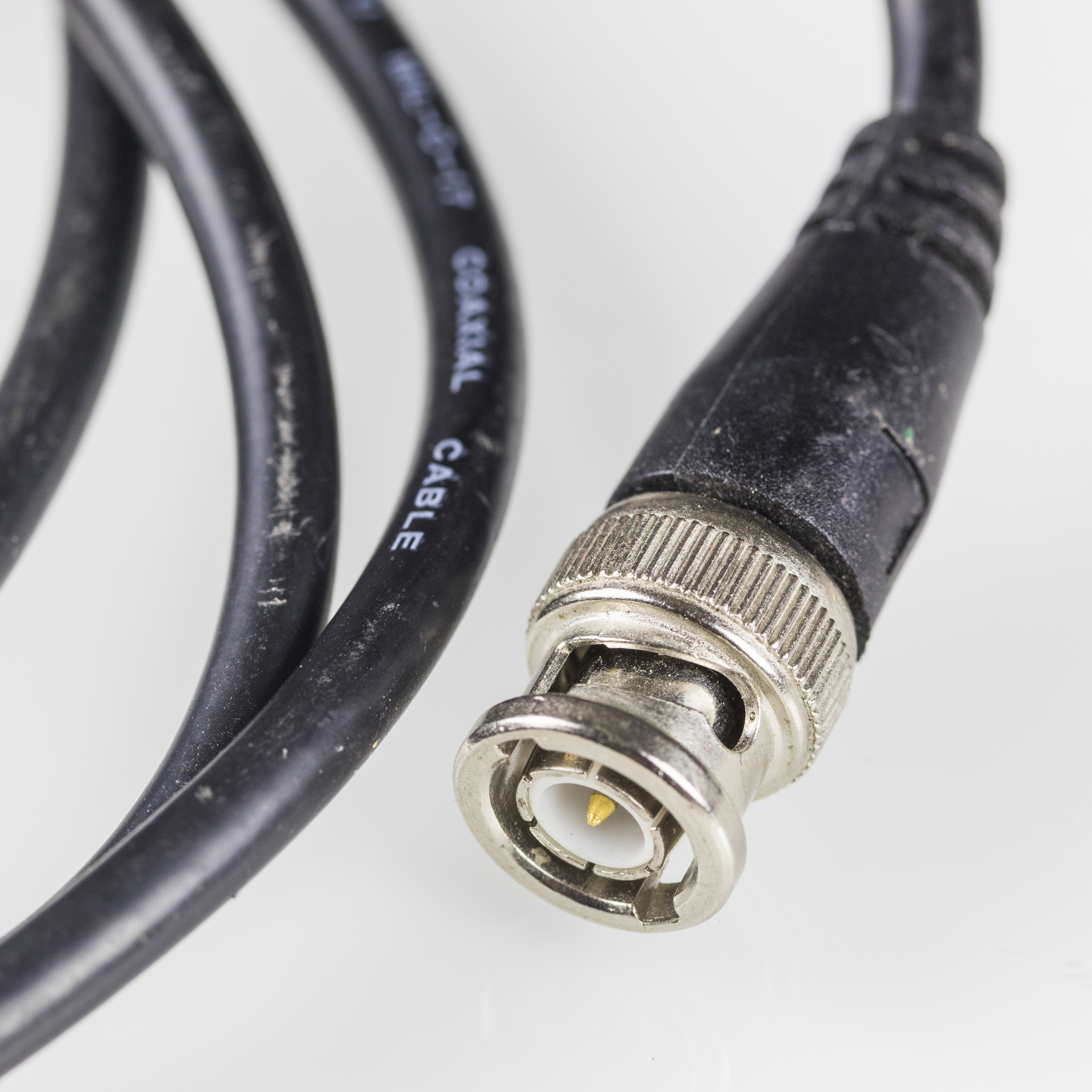
10BASE2 케이블의 BNC 단자 끝 부분.

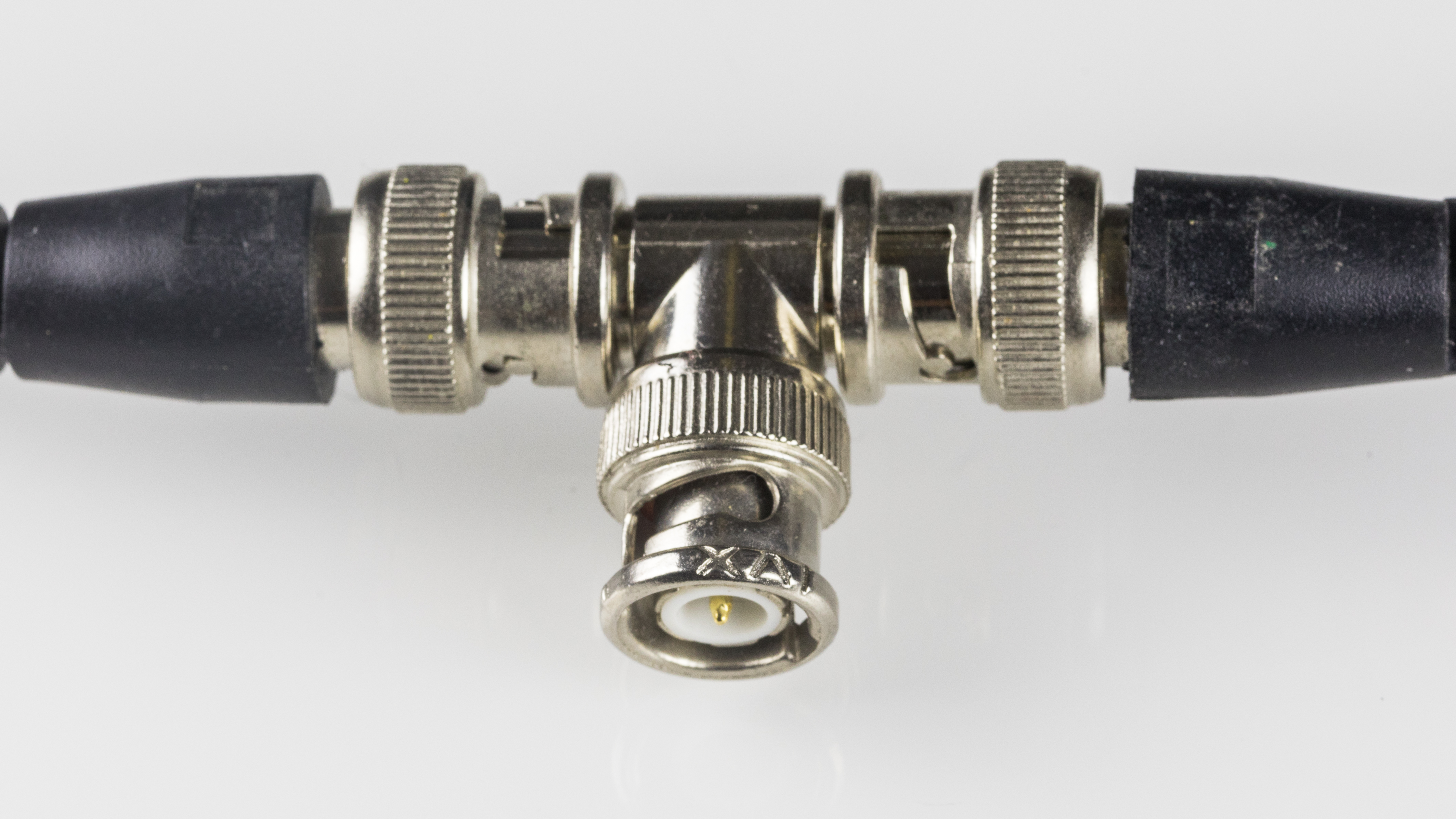
BNC T-커넥터가 연결된 10BASE2 케이블.

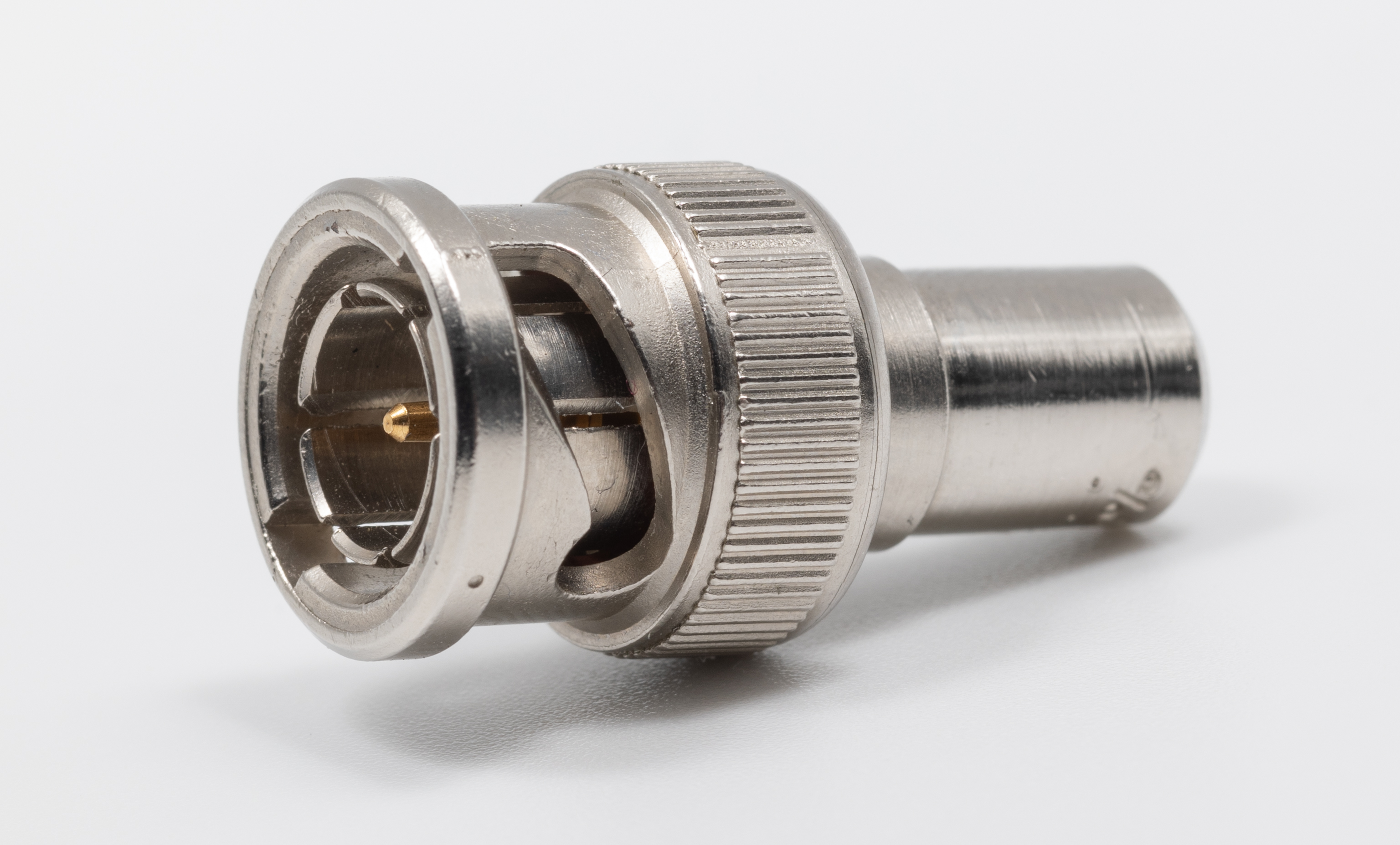
10BASE2 케이블 종단 저항기.

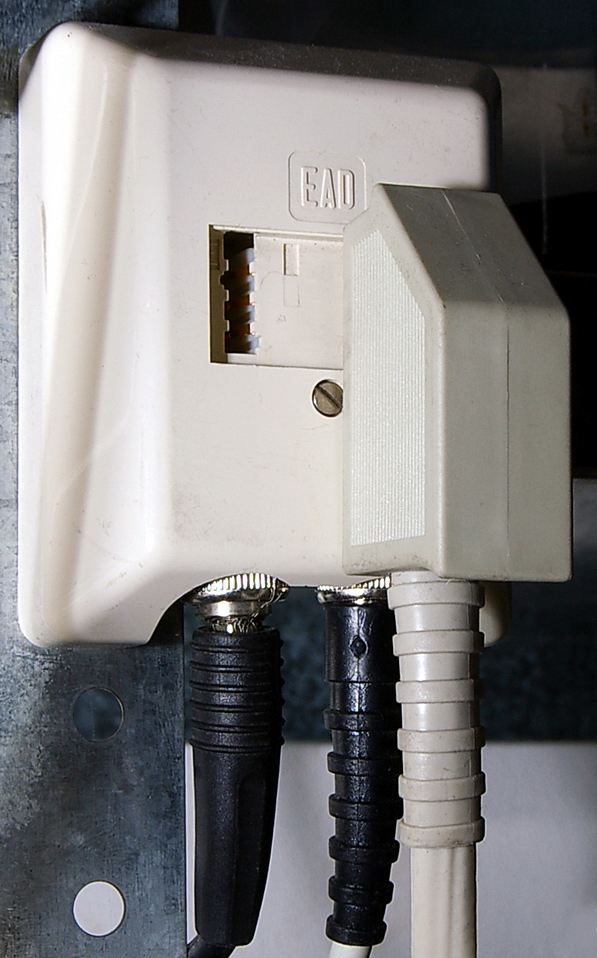
EAD 콘센트

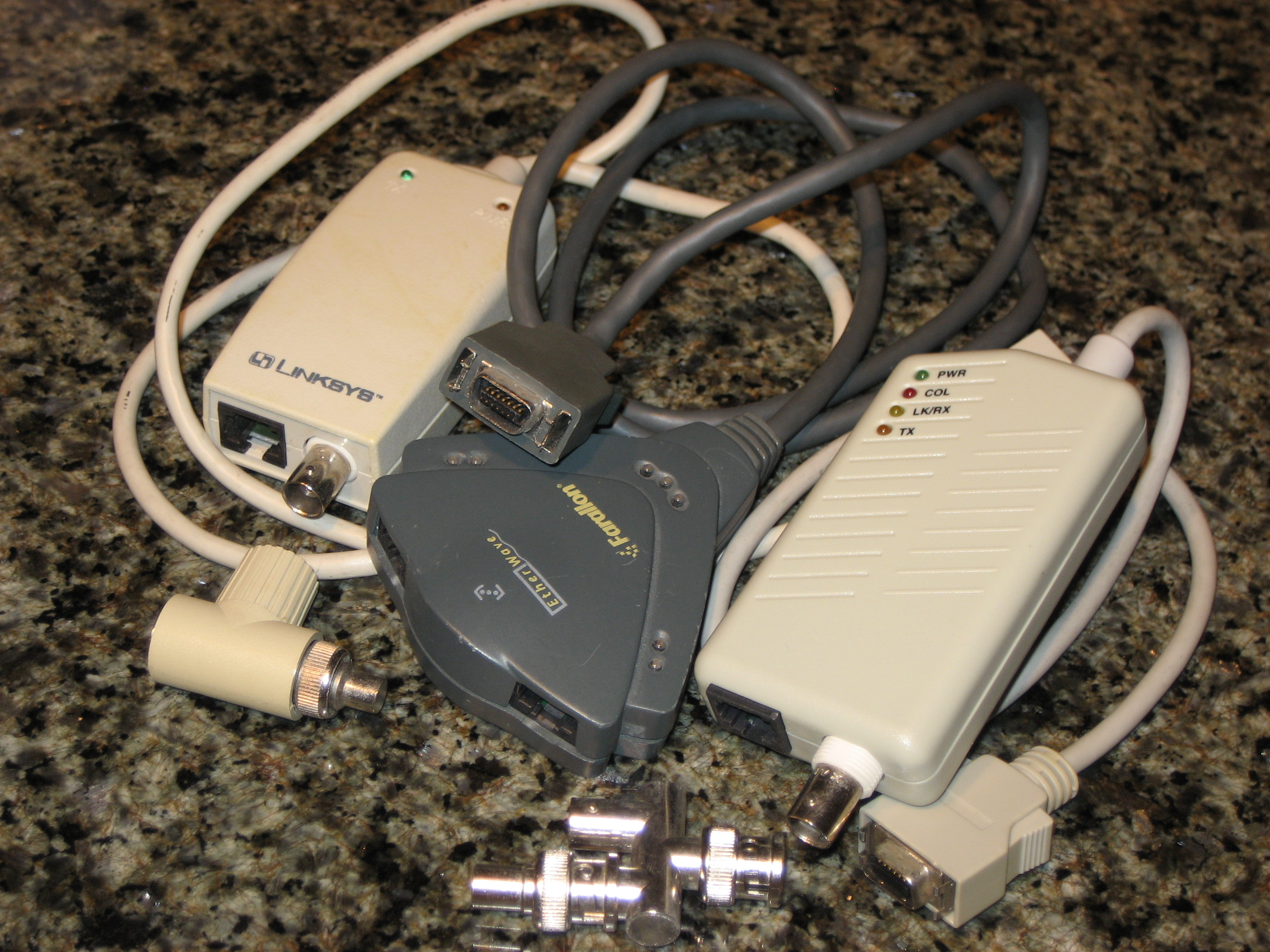
다양한 종류의 T-커넥터, AAUI와 함께 (애플 컴퓨터에 특화된 AUI 변형)

10BASE2(치퍼넷, cheapernet, 씬 이더넷, 신넷, 씬와이어)는 얇은 동축 케이블을 사용하여 BNC 단자로 종단 처리한 근거리 통신망을 구축하는 이더넷의 한 변형이다. 1980년대 중후반에는 이것이 지배적인 10 Mbit/s 이더넷 표준이었다.
연선 네트워크의 사용은 10BASE2의 단일 동축 케이블 사용과 경쟁했다. 1988년에 10 Mbit/s의 속도로 실행되는 연선 이더넷이 도입되었다. 1995년에는 고속 이더넷 표준이 속도를 100 Mbit/s로 업그레이드했지만, 신넷에는 그러한 속도 개선이 이루어지지 않았다. 2001년까지 고속 이더넷 카드의 가격은 50달러 미만으로 떨어졌다. 2003년에는 와이파이 네트워킹 장비가 널리 보급되고 저렴해졌다.
고속 네트워킹에 대한 엄청난 수요, 카테고리 5 케이블의 저렴한 비용, 그리고 802.11 무선 네트워크의 인기로 인해 10BASE2와 10BASE5는 점차 구식이 되었지만, 일부 지역에서는 여전히 장치가 존재한다. 2011년 현재, IEEE 802.3은 새로운 설치에 대해 이 표준을 사용하지 않도록 권고했다.

## 이름 유래
10BASE2라는 이름은 물리 매체의 여러 특성에서 파생되었다. 10은 10 Mbit/s의 전송 속도를 의미한다. BASE는 기저 대역 신호 전송을 의미하며, 2는 200 m에 가까운 최대 세그먼트 길이를 의미한다(실제 최대 길이는 185 m이다).

## 신호 인코딩
10 Mbit/s 이더넷은 맨체스터 부호화를 사용한다. 이진수 0은 비트 주기 중간의 저-고(low-to-high) 전환으로, 이진수 1은 비트 주기 중간의 고-저(high-to-low) 전환으로 표시된다. 맨체스터 부호화는 신호에서 클록을 복구할 수 있게 한다. 그러나 이와 관련된 추가 전환은 신호 대역폭을 두 배로 늘린다.

## 네트워크 설계
10BASE2 동축 케이블의 최대 길이는 185 미터 (607 ft)이다. 10BASE2 세그먼트에 연결할 수 있는 노드의 최대 실제 수는 30개로 제한되며, 장치 간 최소 거리는 0.5 미터 (20 in)이다. 10BASE2 네트워크에서 각 케이블 구간은 BNC T-단자를 사용하여 트랜시버(일반적으로 네트워크 어댑터에 내장됨)에 연결되며, T-단자의 암 커넥터 각각에 케이블 한 구간이 연결된다. T-단자는 케이블 없이 네트워크 어댑터에 직접 연결되어야 한다.
대부분의 다른 고속 전송선로와 마찬가지로, 이더넷 세그먼트는 양 끝에 저항기로 종단 처리되어야 한다. 케이블의 각 끝에는 50 Ω 저항기가 부착된다. 일반적으로 이 저항기는 수형 BNC 단자에 내장되어 버스의 마지막 장치에 부착된다. 이것은 보통 워크스테이션의 T-단자에 직접 연결된다. 종단이 없거나 케이블이 끊어진 경우, 버스의 교류 신호는 끝에 도달했을 때 소멸되지 않고 반사된다. 이 반사된 신호는 충돌과 구별할 수 없으므로 통신이 불가능하다.
일부 종단 저항기에는 접지 목적으로 금속 체인이 부착되어 있다. 케이블은 한쪽 끝에서만 접지되어야 한다. 양쪽에서 종단 저항기를 접지하면 접지 루프가 발생하여 동축 케이블의 외부 실드를 통해 전기가 급증할 때 네트워크 중단이나 데이터 손상을 유발할 수 있다.
10BASE2 네트워크를 배선할 때 모든 T-단자에 케이블이 올바르게 연결되었는지 특별히 주의해야 한다. 접촉 불량이나 단락은 특히 진단하기 어렵다. 네트워크 케이블링의 어느 한 지점에서의 고장은 모든 통신을 방해하는 경향이 있다. 이러한 이유로 10BASE2 네트워크는 유지보수가 어려웠고, 카테고리 5 케이블 이상을 사용하면 100BASE-TX로의 좋은 업그레이드 경로를 제공하는 10BASE-T 네트워크로 자주 대체되었다.

## 10BASE-T와의 비교
10BASE2 네트워크는 일반적으로 기존 사용자를 위해 일시적으로 서비스를 중단하지 않고는 확장할 수 없으며, 케이블에 많은 연결부가 존재하여 우발적이거나 악의적인 방해에 매우 취약하다. 이러한 문제를 피한다고 주장하는 독점 시스템(예: EAD 소켓)도 있었지만, 표준화 부족으로 인해 널리 보급되지 못했을 수 있다. 10BASE-T는 허브에 새 연결을 만들어 확장할 수 있다. 하나의 허브 연결에서 발생하는 오류가 반드시 허브에 대한 다른 연결을 손상시키지는 않는다.
10BASE2 시스템은 10BASE-T에 비해 여러 가지 장점이 있었다. 10BASE-T와 달리 허브가 필요 없으므로 하드웨어 비용이 최소화되었고, 단일 케이블만 필요하며 가장 가까운 컴퓨터에서 가져올 수 있어 배선이 특히 쉬웠다. 이러한 특성 덕분에 10BASE2는 두세 대의 기계로 구성된 소규모 네트워크, 예를 들어 쉽게 숨길 수 있는 배선이 장점인 가정에 이상적이었다. 그러나 대규모 복잡한 사무실 네트워크에서는 연결 불량을 추적하는 어려움 때문에 비실용적이었다. 불행히도 10BASE2의 경우, 여러 가정 컴퓨터 망이 보편화될 무렵에는 이미 10BASE-T에 의해 사실상 대체되었다.

## 10BASE5, AUI 사용과의 비교
10BASE2는 최대 세그먼트 길이가 185 m인 RG-58/U 케이블 또는 유사한 케이블을 사용하는 반면, 10BASE5 네트워크에서는 최대 길이가 500 m인 더 두꺼운 RG-8과 유사한 케이블을 사용한다. 10BASE2에서 사용되는 RG-58 유형 와이어는 저렴하고 작으며 특수 RG-8 변형보다 훨씬 유연했다. 10BASE2는 RG-59 케이블도 사용할 수 있다.
이더넷 네트워크 인터페이스 컨트롤러(NIC)는 10BASE2 무선 송수신기를 포함하여 10BASE2 BNC 단자(T-커넥터가 꽂히는)를 직접 제공하거나, 외부 트랜시버(MAU 참조)를 연결할 수 있는 AUI 단자를 제공할 수 있다. 이들은 10BASE2용 트랜시버일 수도 있고, 10BASE5 또는 10BASE-T용 트랜시버일 수도 있다. 일부 NIC는 BNC 및 AUI 단자, 또는 BNC 및 10BASE-T를 포함한 다른 조합을 모두 제공한다. 여러 연결이 있을 경우, 한 번에 하나의 단자만 사용하도록 설계된다.

## 같이 보기
- 클래식 이더넷
- 네트워크 버스 목록

## 참고
1. ↑  EAD 소켓과 같은 다른 커넥터는 BNC 커넥터보다 오류 발생 가능성이 적은 대안으로 홍보되었다.
2. ↑  디지털의 DEMPR 및 DESPR과 같은 몇몇 장치는 종단 저항기가 내장되어 있어 케이블 연결의 한쪽 끝에만 사용될 수 있다.